# スイート10
『スイート10』（スイートテン）は、こやまゆかりの漫画作品、及びそれを原作とした昼ドラマ化作品である。

## 概要
講談社『Kiss』（隔週時代）の1999年10月25日号・No.20から2001年9月10日号・No.17まで本編全34話および番外編・同年No.20を連載し、新書判では全7巻・KCDXから全3巻が刊行された。東立出版社から、2002 - 2003年にかけて『甜蜜10妙招』というタイトルに翻訳された単行本が国内新書判と同様に全7集で出版されている。
ドラマ版は、家庭と恋との間で葛藤する姿を描かれておらず、弓子の親友・るりも不倫をとがめることなく応援しているため、不倫を推奨するような作品になってしまっている。また、ドラマでは医療ミスを不倫を隠すためだけの自己満足に利用するなどの問題点も見られた。

## あらすじ
友人・増田清（きよ）と沢田るりが、それぞれ夫との生活に不満を抱いていたのに対し、主人公である看護師・関弓子は、夫・保典を心から敬し愛していた。不倫や浮気を完全に他人事ととらえていた弓子だが、ふとしたきっかけから入院患者であった品川翔二と心を通わせるようになり、やがて、家庭を思いつつも麻薬のような恋のときめきに引き込まれていく。（漫画版）

結婚9年目の看護師・弓子が、勤務先の病院で圭介と運命的に出会う。圭介との恋愛を通して女性らしさを取り戻そうとする様を描いた純愛ラブストーリー（ドラマ版）。

## 登場人物
以下は、主にドラマ版の設定
- 関 弓子（せき ゆみこ）

看護師。夫の仲は順調であるが、女性としてではなく、母親として夫に愛されていることに不満を抱く。入院患者であった圭介と恋に落ちる。子供を友人や実家に預け、圭介と密会を重ねるなど身勝手な行動が目立つ。
- 関 保典（せき やすのり）

弓子の夫。弓子が仕事を持つことに理解を示し、子供の世話をする良き夫。弓子の行動の変化から、弓子の不倫を疑うように。
- 関 ちひろ（せき ちひろ）

弓子と保典の娘。小学生。
- 沢田 るり（さわだ るり）

弓子の親友。夫の正美とは家庭内別居状態。逆ナンパをするような解放的な性格。弓子から圭介との関係を相談されるが、応援している。知人の美容院で働き始め、後に店長になる。離婚後は出入りの花屋の男性と再婚。
- 沢田 正美（さわだ まさみ）

るりの夫。夫婦生活や家庭を顧みず、弓子の後輩看護士・多恵子と不倫関係に。美容院を独立するが閑古鳥状態。後にるりと離婚。
- 沢田リュウ（さわだ リュウ）

るりと正美の息子。
- 増田 清（ますだ せい）

保典夫妻の友人。保典の会社でパートをしている。結婚3年目の夫とは不仲ではないが、セックスレスに悩む。弓子たちに相談するが、弓子により保典やるりの夫にまでセックスレスの話が知れ渡ってしまう。
- 増田 治（ますだ おさむ）

清の夫。清を愛しているが、女性として清を見ることができなくなっている。そのため無意識に清を傷つけていることで夫婦の危機に陥ってしまう。
- 品川 圭介（しながわ けいすけ）

アンティークショップ店長。入院した病院で事故死した妻と瓜二つの弓子と出会い、恋をする。
原作では品川翔二（しながわ　しょうじ）、自動車販売店の営業マン。
- 松本 幸子（まつもと さちこ）

弓子の母。
- 松本 良介（まつもと りょうすけ）

弓子の父。孫のちひろを溺愛している。

## 書誌情報
新書判
- こやまゆかり 『恋愛結婚物語 スイート10』 講談社〈講談社コミックスKiss〉、全7巻
  1. 2000年4月11日発売[1]〈KC:276〉ISBN 978-4-06-325876-9。
  2. 2000年8月5日発売[5]〈KC:293〉ISBN 978-4-06-325893-6。
  3. 2000年10月11日発売[6]〈KC:306〉ISBN 978-4-06-325906-3。
  4. 2001年1月10日発売[7]〈KC:319〉ISBN 978-4-06-325919-3。
  5. 2001年5月9日発売[8]〈KC:336〉ISBN 978-4-06-325936-0。
  6. 2001年8月6日発売[9]〈KC:347〉ISBN 978-4-06-325947-6。
  7. 2001年12月13日発売[2]〈KC:365〉ISBN 978-4-06-325965-0。

デラックス判
- こやまゆかり 『スイート10』 講談社〈KCデラックスKiss〉、全3巻
  1. 2008年2月13日発売[10]〈KCDX:2440〉ISBN 978-4-06-375440-7。
  2. 2008年2月13日発売[11]〈KCDX:2441〉ISBN 978-4-06-375441-4。
  3. 2008年2月13日発売[12]〈KCDX:2442〉ISBN 978-4-06-375442-1。

## テレビドラマ
『スイート10〜最後の恋人〜』のタイトルで、TBS系列「愛の劇場」枠にて2008年3月3日〜5月9日の毎週月曜日〜金曜日13:00〜13:30（JST）に放送された。全50話。主演の三浦理恵子は本作が民放連続ドラマでの単独初主演となる。

### キャスト
- 関 弓子 - 三浦理恵子
- 関 保典 - 葛山信吾
- 関 ちひろ - 須藤みり愛
- 沢田 るり - 横山めぐみ
- 沢田 正美 - 佐々木崇雄
- 沢田 リュウ - 内田偉月
- 増田 清 - 遠野凪子
- 増田 治 - 飯田基祐
- 治の父 ‐ 藤田宗久
- 治の母 ‐ 泉晶子
- 清の母 ‐ 水野あや
- 清の父 ‐ 井上高志
- 品川 圭介 - 中村讓
- 原 弘之 - 山本康平
- 木島 壮一 - 飯山弘章
- 辻野 多恵子 - 堀田ゆい夏
- 黒井 久人 ‐ 坂田雅彦
- 香穂 - 松永京子
- 坂本 宏 ‐ 森山周一郎
- 佐伯 末子 ‐ 草村礼子
- 松本 幸子 - 西川峰子
- 松本 良介 - ベンガル

ほか

### スタッフ
- 企画 - 橋本孝、福士洋通
- 脚本 - 野依美幸、鈴木貴子、川嶋澄乃、瀧川晃代
- 演出 - 池澤辰也、村上牧人、山内宗信、冨塚博司
- 音楽 - 五十嵐由美
- プロデューサー - 黒沢淳・大久保智己・岡野真紀子（テレパック）
- 協力 - フォーチュン、アックス、緑山スタジオ・シティ、ブル
- 製作 - テレパック・TBS

### 主題歌
- 「抱きしめてあげる」

作詞:山田ひろし/作曲:徳永英明/編曲:坂本昌之/歌：徳永英明（ユニバーサルミュージック）

### 劇中歌
- サイモン&ガーファンクル 「冬の散歩道」

元々この曲は1994年に放送された金曜ドラマ「人間・失格」で主題歌として使用されていたが、サイモン&ガーファンクル側から主題歌としての使用を認められなかった経緯があったため、今回のドラマではクレジット表記をしていない。
- ギルバート・オサリバン 「アローン・アゲイン」

## その他
- バーにある焼酎・「森徳蔵」、泡盛・「夢仙」は小道具が作った架空の銘柄である。
- 保典役の葛山信吾とるり役の横山めぐみは、2002年に放送され、大ヒットした東海テレビ制作昼の帯ドラマ、『真珠夫人』のヒロインと相手役であった。